# Hurry up 〜今すぐに君の手を〜
『Hurry up 〜今すぐに君の手を〜』（ハーリーアップ いますぐにきみのてを）は、20th Centuryの配信限定シングル。

## 解説
2024年5月29日に配信リリースされた。

## 収録曲
1. Hurry up 〜今すぐに君の手を〜
作詞・作曲：渡辺俊美・川辺浩志・BIKKE、編曲：TOKYO No.1 SOUL SET[2]